# Distretto di Mielec
Il distretto di Mielec (in polacco powiat mielecki) è un distretto polacco appartenente al voivodato della Precarpazia.

## Geografia antropica

### Suddivisioni amministrative
Il distretto comprende 10 comuni.
- Comuni urbani: Mielec
- Comuni urbano-rurali: Radomyśl Wielki
- Comuni rurali: Borowa, Czermin, Gawłuszowice, Mielec, Padew Narodowa, Przecław, Tuszów Narodowy, Wadowice Górne